# باليوسوكس
الباليوسوكس هو جنس من الزواحف الأمريكية الجنوبية في عائلة القاطوريات. وهو أصغر أعضاء جماعة التمساحيات في الأمريكتين. الجنس يحتوي على نوعين:
| صورة | الاسم العلمي            | الاسم الشائع      | التوزيع                                                                                         |
| ---- | ----------------------- | ----------------- | ----------------------------------------------------------------------------------------------- |
|      | Paleosuchus palpebrosus | كيمن كوفييه القزم | بوليفيا والبرازيل وكولومبيا والإكوادور وغيانا الفرنسية وغيانا وباراغواي وبيرو وسورينام وفنزويلا |
|      | Paleosuchus trigonatus  | كيمن أملس الجبهة  | حوضي أمازون وأورينوكو                                                                           |